# Marc Costanzo
Marc Costanzo est un guitariste et producteur de musique canadien, né le 1er août 1972.

## Biographie
Né à Montréal, il a déménagé avec sa famille à Toronto au début des années 1990. Il est à moitié italien et à moitié britannique.
Il fut le premier guitariste du groupe Sum 41 en 1996, et mène depuis un projet en duo avec sa sœur Sharon : Len.
Il est également compositeur et producteur chez EMI Music Canada.
Il a remporté plusieurs prix, dont trois prix MMVA en tant que directeur de vidéoclip, deux en tant qu’artiste, un prix Billboard Music et plusieurs prix ASCAP en tant qu’auteur.